# نکسترا انرژی
نکسترا انرژی (انگلیسی: NextEra Energy) شرکت برق آمریکایی است، که در سال ۱۹۸۲ تأسیس شد.